# 福庆水库
福庆水库是中国云南省大理白族自治州巍山彝族回族自治县境内的一座水库，位于麻姑冲河上，海拔为1788.9米。
水库工程于1959年10月开工，1979年12月完工。水库主坝位于巍山县大仓镇幸福村委会兰家村以西，为一座坝高32米的黏土斜墙坝，坝顶长540米，宽5米。水库总库容2540万立方米，兴利库容2275万立方米。
2020年4月，库区内开工建设苍鹭谷田园综合体项目，计划打造集生态农业、民俗文化、运动休闲、亲子研学等为一体的大型康养田园综合体，总投资15.8亿元。项目一期的耕读堂和牧场营地、森林教室和露营地已于2023年投入使用。